# Jessie Hicks
Jessie Yvette Hicks (Richmond, 2 dicembre 1971) è un'ex cestista e allenatrice di pallacanestro statunitense, professionista nella WNBA.

## Carriera
È stata selezionata dalle Utah Starzz al secondo giro del Draft WNBA 1997 (12ª scelta assoluta).